# 2-imidazolina
La 2-imidazolina es uno de los tres isómeros del heterociclo imidazolina que contiene nitrógeno, con la fórmula C3H6N2. Las 2-imidazolinas son las imidazolinas más comunes comercialmente, ya que el anillo existe en algunos productos naturales y algunos productos farmacéuticos. También se han examinado en el contexto de la síntesis orgánica, la química de coordinación y la catálisis homogénea.

## Síntesis

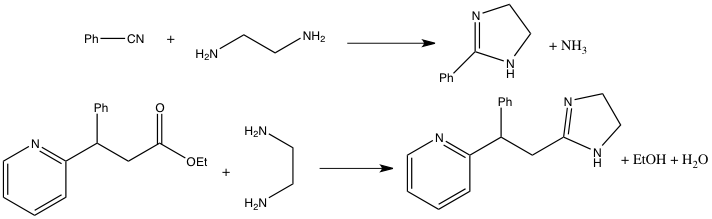
Síntesis de imidazolinas a partir de nitrilo y de precursores ésteres.

Existen diversas rutas para la síntesis de imidazolinas, siendo los métodos más comunes la condensación de 1,2-diaminas (por ejemplo, etilendiamina) con nitrilos o ésteres. La ruta basada en nitrilo es esencialmente una reacción de Pinner cíclica; requiere altas temperaturas y catálisis ácida y es efectiva tanto para nitrilos de alquilo como de arilo.

## Como productos naturales
Se ha encontrado la estructura de la imidazolina en varios productos naturales. Las moléculas naturales topsentina D y espongotina B fueron descubiertas en varias esponjas marinas. Estos metabolitos han recibido una considerable atención debido a sus potentes propiedades como actividades antitumorales, antivirales y antiinflamatorias.

## Papel biológico
Muchas imidazolinas son biológicamente activas. La mayoría de los derivados bioactivos llevan un sustituyente (grupo arilo o alquilo ) en el carbono entre los centros de nitrógeno. Algunos nombres genéricos incluyen oximetazolina, xilometazolina, tetrahidrozolina y nafazolina .

## Aplicaciones

### Farmacéuticas
Las 2-imidazolinas se han investigado como reactivos antihiperglucémicos, antiinflamatorios, antihipertensivos, antihipercolesterolémicos y antidepresivos. La clonidina, un fármaco que contiene imidazolina, se utiliza sola o en combinación con otros medicamentos para tratar la presión arterial alta. También se utiliza en el tratamiento de la dismenorrea, la crisis hipertensiva, el síndrome de Tourette y el trastorno por déficit de atención e hiperactividad (TDAH).

2-imidazolinas
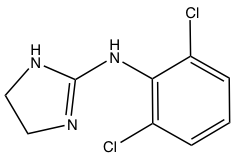
Clonidina
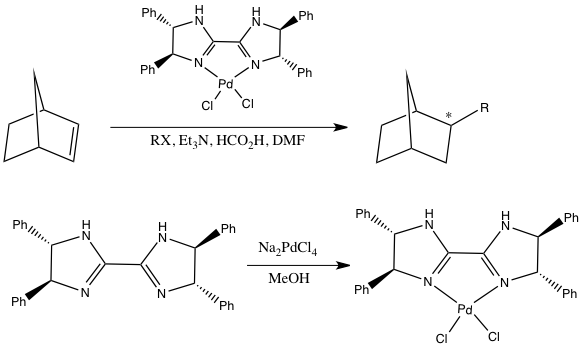
Ligandos de biimidazolina y un complejo.
Catalizador de Grubbs de segunda generación
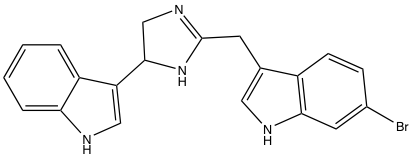
Espongotina B

#### Como activadores de p53
Las cis-imidazolinas actúan como antagonistas de moléculas pequeñas de MDM2. Estos compuestos se unen a MDM2/X en el sitio de unión de p53 y activan la vía de p53 en células cancerosas, lo que provoca la detención del ciclo celular, la apoptosis y la inhibición del crecimiento de xenoinjertos tumorales humanos en ratones nude. Los compuestos más activos son nutlin-3a y rg-7112, pero otros análogos también activan p53.

### Tensioactivos
Los tensoactivos basados en 2-imidazolina, como el lauroanfoacetato de sodio, se utilizan en productos de cuidado personal donde la suavidad y la no irritación son particularmente importantes (por ejemplo, productos para bebés, champús "sin lágrimas", etc.).

### Como precursores de imidazoles
Los imidazoles pueden prepararse a partir de la deshidrogenación de imidazolinas.

### Catálisis homogénea
Como análogo estructural de las 2-oxazolinas, las 2-imidazolinas se han desarrollado como ligandos en la química de coordinación. Las sustituciones en el átomo de nitrógeno en el anillo de imidazolina brindan oportunidades para ajustar las propiedades electrónicas y estéricas. Algunos de los complejos funcionan como catalizadores para acoplamientos de Suzuki-Miyaura, reacciones de Mizoroki-Heck, reacciones de Diels-Alder, sustitución alílica asimétrica, reordenamiento sigmatrópico [3,3], reacciones de Henry, etc.